# Hilberts nionde problem
Hilberts nionde problem är ett av Hilberts 23 problem. Det formulerades år 1900 och handlar om att hitta den mest generella reciprocitetssatsen i en godtycklig algebraisk talkropp.
Problemet är delvis löst, det har lösts för abelska utvidgningar av de rationella talen, men ej i det allmänna fallet.